# Litopus semiopacus
Litopus semiopacus là một loài bọ cánh cứng trong họ Cerambycidae.